# Piaskowo (gmina Szamotuły)
Piaskowo – wieś w Polsce położona w województwie wielkopolskim, w powiecie szamotulskim, w gminie Szamotuły.
W latach 1975–1998 miejscowość należała administracyjnie do województwa poznańskiego.
Wieś sołecka, położona 2 km na południowy wschód od centrum Szamotuł.
W XIX w. należało do rodu Żółtowskich jako folwark dóbr Kąsinowo. Później przeszło w ręce rodziny Henclewskich. W 1926 r. właścicielem Piaskowa był Piotr Henclewski, a majątek liczył 214 ha.
Dwór przypominający miejską willę został zbudowany w 1897 r. (jak na to wskazuje data na chorągiewce na wieży). Czerwona cegła ścian łączona jest z tynkowanym dekoracyjnym detalem. Bryła jest częściowo piętrowa z obszerną werandą i wieżą krytą namiotowym dachem. Obok rozciąga się mały park.